# Кёрлоф, Карин Франц
Карин Франц Кёрлоф (швед. Karin Franz Körlof; род. 18 апреля 1986 года, Иттербю) — шведская актриса. Стала известна благодаря роли в фильме «Серьёзная игра» (2016).

## Биография
Карин Франц Кёрлоф родилась 18 апреля 1986 года в городе Иттербю, провинция Бохуслен, Швеция. Отец — Андерс Кёрлоф, мать — Аника Франсен. В 2002—2005 годах Карин училась в гимназии Эль. Затем продолжила изучение актёрской профессии в Данди и колледже Ангуса. В 2009—2010 годах она изучала театральную науку в Стокгольмском университете, а затем в 2012—2015 годах получила актёрское образование в Стокгольмском академии драматического искусства.
Её актёрский дебют состоялся в 2000 году в фильме «Брандстеген». В 2011 году сыграла эпизодическую роль в фильме «Королевские драгоценности». С 2014 по 2015 год снималась в сериале «Голубые глаза». В 2016 году сыграла главную женскую роль в фильме «Серьёзная игра», за которую была номинирована на премию «Золотой жук».
В 2017 году снялась в сериале «Наше время пришло», в 2018 году — в сериале «Серая зона».
Помимо работы в кино и на телевидения, с 2008 года Карин регулярно играет в различных театральных постановках, в том числе Королевского драматического театра. В 2018 году она появилась в постановках «Ведьмы» и «Мэри Пэйдж Марлоу». В 2019 году сыграла Офелию в «Гамлете».

## Фильмография

### Актриса
| Год       |     | Русское название          | Оригинальное название | Роль               |
| --------- | --- | ------------------------- | --------------------- | ------------------ |
| 2000      | ф   | Брандстеген               | Brandstegen           |                    |
| 2011      | ф   | Королевские драгоценности | Kronjuvelerna         | девушка в церкви   |
| 2012      | кор | Жизнь                     | Life                  | беременная девушка |
| 2013      | кор | Это случилось в Скёндале  | Det hände i Sköndal   | девушка            |
| 2013      | с   | Валландер                 | Wallander             | Алексия            |
| 2013      | ф   | Никто мне не хозяин       | Mig äger ingen        | Майя               |
| 2014—2015 | с   | Голубые глаза             | Blå ögon              | София Нильссон     |
| 2016      | ф   | Серьёзная игра            | Den allvarsamma leken | Лидия              |
| 2016      | кор | Фитобар                   | Juicebaren            | Фанни              |
| 2017      | кор | Пары                      | Paare                 | девушка            |
| 2017      | ф   | Садовая улица             | Trädgårdsgatan        | Линда              |
| 2017      | ф   | Жена                      | The Wife              | Линнея             |
| 2017      | с   | Наше время пришло         | Vår tid är nu         | Лилли              |
| 2018      | с   | Серая зона                | Greyzone              | Линда Лааксонен    |
| 2019      | кор | Мы всё ещё там            | Vi finns kvar         | лесная нимфа       |

### Режиссёр
- 2014 — Merum imperium (короткометражный)
- 2017 — Pom Pom Club (короткометражный)

## Награды и номинации
| Год  | Награда                                  | Категория         | Работа           | Результат |
| ---- | ---------------------------------------- | ----------------- | ---------------- | --------- |
| 2014 | Международный кинофестиваль в Стокгольме | 1km Film Award    | «Merum imperium» | Номинация |
| 2017 | Берлинский кинофестиваль                 | EFP Shooting Star |                  | Победа    |
| 2017 | Золотой жук                              | Лучшая актриса    | «Серьёзная игра» | Номинация |